# Tourismus in Deutschland

Anzahl der Gästeübernachtungen auf Kreisebene (2020).

Tourismus in Deutschland umfasst zwei (sich überlappende) Bereiche:
- den Tourismus, der in Deutschland (mit In- und Ausländern) stattfindet
- den von Deutschen (im In- und Ausland) generierten Tourismus.

Deutschland als Urlaubsziel verfügt über günstige Voraussetzungen: Gebirgslandschaften (Alpen und Mittelgebirge), See- und Flusslandschaften, die Küsten und Inseln der Nord- und Ostsee, zahlreiche Kulturdenkmäler und eine Vielzahl geschichtsträchtiger Städte sowie eine gut ausgebaute Infrastruktur. Vorteilhaft ist auch die zentrale Lage in Europa. Deutschland ist mit über 30 Millionen Übernachtungsgästen im Jahr eines der meistbesuchten Länder der Erde. Im Travel and Tourism Competitiveness Report 2017 des World Economic Forum belegt Deutschland Platz 3 von 136 Ländern.
Mit 59,0 Millionen Übernachtungen wurde im August 2024 ein neuer Rekord an Gästeübernachtungen erreicht.

## Geschichte

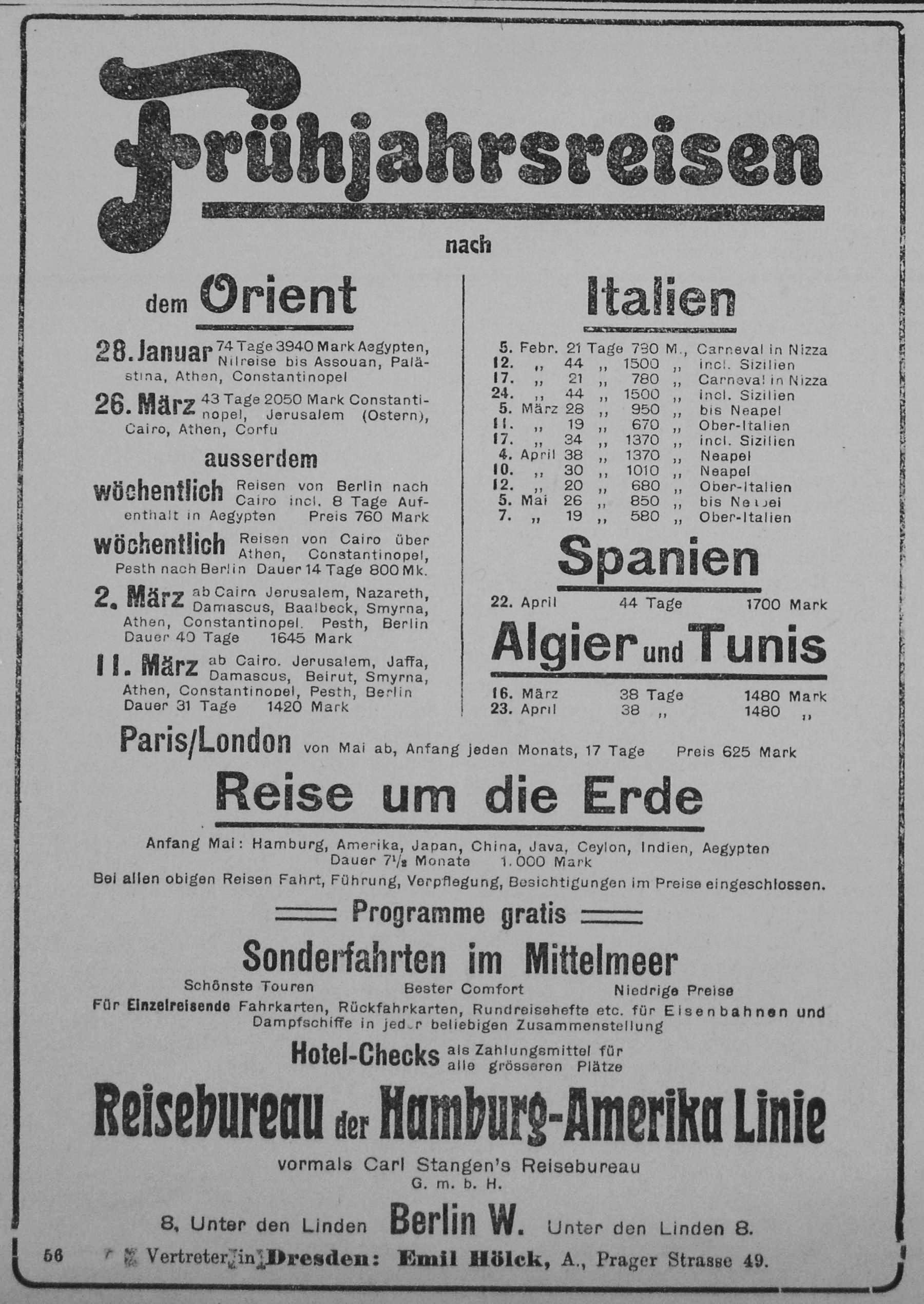
Zeitungsanzeige von 1906

Bereits die alten Römer nutzten germanische Heilquellen und gründeten Orte mit Thermen wie Aquae Granni (Aachen) und Aquae Mattiacorum (Wiesbaden). Ab 1520 etablierten sich infolge der Lehren der Balneologie die ersten deutschen Heilbäder wie Bad Kissingen. Die mondänen Bade- und Kurorte an den Küsten und im Binnenland etablierten sich vor allem im 19. Jahrhundert als Reiseziele der europäischen Oberschicht, dazu gehören Kurstädte wie Baden-Baden, Bad Ems, Bad Pyrmont, Wiesbaden und die Badeorte an der Ostseeküste, wie Binz, Heiligendamm, Heringsdorf, Kühlungsborn, Travemünde und Sassnitz.
Nach dem Zweiten Weltkrieg entwickelte sich der Massentourismus. In der DDR wurde dieser durch den Freien Deutschen Gewerkschaftsbund organisiert. Seit der Wiedervereinigung steigt der internationale Tourismus in Deutschland deutlich an, vor allem in den neuen Bundesländern. Ab etwa 1965 entwickelte sich ein Massentourismus im deutschen Alpenraum.

## Touristen in Deutschland
Die meisten Touristen in Deutschland sind Deutsche (Inlandtouristen bzw. Binnentouristen). Die meisten Besucher insgesamt zieht der Freistaat Bayern an. Das Bundesland mit den meisten ausländischen Gästen ist Bayern; 2017 wurden dort 94,3 Millionen Übernachtungen verzeichnet; dies ist der höchste Wert aller Bundesländern.  Bei den Inlandsreisen ist Mecklenburg-Vorpommern das meistbesuchte Reiseziel und hat zugleich das stärkste Wachstum ausländischer Gäste.
Diesen Bereich des Tourismus nennt man auch Incoming.

### Verteilung und Herkunft der Touristen
Statistik der Übernachtungszahlen von 2017
| Land                                        | ÜN in Mio. | ÜN aus Deutschland Mio. | ÜN internat. Gäste Mio. |
| ------------------------------------------- | ---------- | ----------------------- | ----------------------- |
| Bayern                                      | 94,36      | 75,24                   | 19,12                   |
| Baden-Württemberg                           | 52,93      | 41,53                   | 11,39                   |
| Nordrhein-Westfalen                         | 51,51      | 40,51                   | 10,99                   |
| Niedersachsen                               | 43,49      | 39,72                   | 3,76                    |
| Hessen                                      | 34,1       | 26,43                   | 7,67                    |
| Berlin                                      | 31,15      | 17,16                   | 13,98                   |
| Schleswig-Holstein                          | 29,89      | 27,88                   | 2,01                    |
| Mecklenburg-Vorpommern                      | 29,75      | 28,75                   | 1                       |
| Rheinland-Pfalz                             | 22,22      | 16,98                   | 5,24                    |
| Sachsen                                     | 19,51      | 17,45                   | 2,05                    |
| Hamburg                                     | 13,82      | 10,37                   | 3,44                    |
| Brandenburg                                 | 13,09      | 12,12                   | 0,962                   |
| Thüringen                                   | 9,92       | 9,3                     | 0,62                    |
| Sachsen-Anhalt                              | 8,13       | 7,5                     | 0,63                    |
| Saarland                                    | 3,08       | 2,62                    | 0,46                    |
| Bremen                                      | 2,44       | 1,95                    | 0,49                    |
| Quelle: Statistisches Bundesamt, Stand 2017 |            |                         |                         |

### Entwicklung der Anzahl an internationalen Gästen
Als internationale Gäste zählen alle Personen, die aus dem Ausland anreisen und mindestens einmal in Deutschland übernachten. Angegeben sind zudem die getätigten Ausgaben dieser Gäste gerechnet in US-Dollar.
| Jahr | Anzahl int. Gäste | Einnahmen       |
| ---- | ----------------- | --------------- |
| 1995 | 14.847.000        | 24.052 Mio. USD |
| 2000 | 18.983.000        | 24.943 Mio. USD |
| 2005 | 21.500.000        | 40.531 Mio. USD |
| 2010 | 26.875.000        | 49.126 Mio. USD |
| 2011 | 28.374.000        | 53.431 Mio. USD |
| 2012 | 30.411.000        | 51.645 Mio. USD |
| 2013 | 31.545.000        | 55.486 Mio. USD |
| 2014 | 32.999.000        | 58.701 Mio. USD |
| 2015 | 34.970.000        | 50.645 Mio. USD |
| 2016 | 35.555.000        | 52.129 Mio. USD |
| 2017 | 37.452.000        | 56.173 Mio. USD |

### Infrastruktur
Etwa 4.000 der 12.431 Gemeinden Deutschlands sind in Tourismusverbänden organisiert, 310 davon sind als Heilbäder, Seebäder oder Kurorte anerkannt. Den Gästen stehen unter anderem 6.135 Museen, 360 Theater, 34 Freizeit- und Erlebnisparks, 45.000 Tennisplätze, 648 Golfplätze, 122 National-/Naturparks beziehungsweise Biosphärenreservate, ein Wanderwegnetz von rund 190.000 km sowie 40.000 km Radfernwege zur Verfügung. Die deutschen Ferienstraßen runden das Angebot an Reisewegen ab.

### Wirtschaftliche Bedeutung
Tourismus ist in Deutschland ein wichtiger Wirtschaftszweig, sowohl in den ländlichen Regionen als auch in den Städten. 
Die Konsumausgaben der Touristen im Jahre 2010 belief sich auf 278,3 Milliarden Euro. Die im Jahre 2010 dem Tourismus zurechenbare Bruttowertschöpfung betrug 241,1 Milliarden Euro; dies entsprach 9,7 % der nationalen Bruttowertschöpfung. Im Jahre 2016 waren 2,92 Millionen Arbeitnehmer im Fremdenverkehr tätig. Nach einem Einbruch der Reisezahlen durch die Corona-Pandemie hat sich die Zahl der touristischen Übernachtungen im Jahr 2023 beinahe vollständig erholt. Bedingt durch Nachwirkungen der Pandemie, hohe Inflationsraten und gesellschaftliche Unsicherheitsfaktoren wie dem Ukrainekrieg ist allerdings der Umsatz der Branche insgesamt zu Beginn 2024 noch nicht wieder auf demselben Niveau wie vor 2019.
Nach Angaben des Bundesverbandes der Deutschen Tourismuswirtschaft hat der Tourismus in Deutschland dieselbe Wirtschaftskraft wie die Branchen Maschinenbau oder Automobilindustrie, es werden nahezu 3 Millionen Arbeitsplätze generiert. Zur Wirtschaftsförderung und zur Informierung von Touristen gibt es eine Anzahl von Fremdenverkehrsvereinen/-büros sowie Tourismusverbände im insgesamt vierstelligen Bereich. Wichtige Organisationen der nationalen Tourismuswirtschaft sind unter anderem der Bundesverband der Deutschen Tourismuswirtschaft, der Deutsche Tourismusverband und der Deutsche Reiseverband. Internationales Marketing findet durch die Deutsche Zentrale für Tourismus (im Auftrag der Bundesregierung) statt.
Die ITB Berlin ist die weltweit führende Tourismusmesse.

### Arten des Tourismus

#### Tourismus am Wasser
Badetourismus und Wassersport sind an Küsten und Inseln der Nord- und Ostsee von großer Bedeutung, vor allem in den deutschen Seebädern. Ebenso an den großen Binnenseen wie im Mecklenburger Seenland mit der Müritz, dem Plauer und dem Schweriner See, am Bodensee, Chiemsee, Kummerower See und dem Starnberger See sind diese Tourismussparten wichtig.

#### Berg- und Wandertourismus
Die Berge spielen für Aktivurlauber sowohl im Winter (Wintersport), als auch im Sommer (Bergwanderungen, Bergsteigen, Mountainbiking) eine bedeutende Rolle. Die höchsten Berge in Deutschland liegen in den Bayerischen und Allgäuer Alpen. Die Mittelgebirge, beispielsweise Bayerischer Wald, Schwarzwald, Harz und Rhön, sind Ziele für Wanderer. Auch flachere Bereiche wie die Steilküstenlandschaften auf Rügen oder in der hügeligen Eiszeitlandschaft Mecklenburgische Seenplatte sind beliebte Wanderziele.

#### Kultur- und Städtetourismus
Der Städtetourismus erfasst vor allem die großen Städte und einzelne, touristisch berühmte Städte. Es gibt einen fließenden Übergang zum Kulturtourismus, der um zentrale Musik- und Theaterangebote oder Feste und Festivals herum arrangiert wird. Die wertvollsten Altstädte, wie Heidelberg, Bamberg, Lübeck, Regensburg, Rothenburg und Stralsund, und die größten deutschen Städte, allen voran Berlin, Hamburg und München, ziehen besonders auch Besucher aus aller Welt an.
Gäste halten sich in Städten meist wesentlich kürzer auf als in ländlichen Tourismusorten, geben aber pro Tag im Durchschnitt mehr Geld aus.
Städte mit den meisten Übernachtungen
| Rang | Stadt             | Übernachtungen in Mio. | Bezugsjahr | Quelle        |
| ---- | ----------------- | ---------------------- | ---------- | ------------- |
| 01.  | Berlin            | 30,6                   | 2024       | [ 17 ] [ 18 ] |
| 02.  | München           | 19,7                   | 2024       | [ 17 ] [ 19 ] |
| 03.  | Hamburg           | 16,1                   | 2024       | [ 17 ] [ 20 ] |
| 04.  | Frankfurt am Main | 11,1                   | 2024       | [ 17 ] [ 21 ] |
| 05.  | Köln              | 07,1                   | 2024       | [ 17 ] [ 22 ] |
| 06.  | Düsseldorf        | 05,5                   | 2024       | [ 17 ] [ 23 ] |
| 07.  | Stuttgart         | 04,7                   | 2024       | [ 17 ] [ 24 ] |
| 08.  | Dresden           | 04,6                   | 2024       | [ 17 ] [ 25 ] |
| 09.  | Nürnberg          | 03,9                   | 2024       | [ 17 ] [ 26 ] |
| 10.  | Leipzig           | 03,8                   | 2024       | [ 17 ] [ 27 ] |

#### Fahrradtourismus
Fahrradtourismus ist eine populäre Form des Aktivurlaubs. Deutschland bietet hervorragend ausgebaute touristische Radrouten.
Dabei sind zwei Arten zu unterscheiden: Eine Radreise mit mehreren Etappen, von einem Übernachtungsort zum nächsten; und Radausflüge immer vom gleichen Quartier aus (auch Sternfahrt genannt).

#### Einkaufstourismus
Der Einkaufstourismus findet unter anderem auf regionaler Ebene statt, zum Beispiel von den Dörfern oder kleineren Städten hinein in die Mittel- und Oberzentren oder Metropolen.
Zum Einkaufstourismus kommt es auch in Grenzgebieten wegen des Preisgefälles zwischen benachbarten Ländern, oder wegen unterschiedlicher Sortimente. Ein Beispiel dafür ist die Stadt Flensburg unmittelbar an der dänischen Grenze. Wegen der verhältnismäßig niedrigen Besteuerung von Waren in Deutschland, kaufen die Dänen lieber hier. So wird in den grenznahen Shoppingzentren in Flensburg und Umgebung dänisch gesprochen, die deutschen Grenzhändler nennen ihre Verkaufsstätten „Scandinavian Park“ oder „Dansk Vinlager“, um deutlich zu machen, dass sie sich auf die dänischen Kunden spezialisiert haben. Deutschlandweit ziehen Factory-Outlet-Center Kunden auch aus dem europäischen Ausland in Orte wie Metzingen oder in das Ingolstadt Village bei Ingolstadt.

#### Weitere Arten
- Der Geschäfts- und Kongresstourismus findet vor allem in den Wirtschaftszentren statt. Deutschland ist u. a. der global bedeutendste Messestandort.
- Kinder- und Jugendreisen sind in Deutschland ein stark wachsendes Segment. Es gibt ein reichhaltiges Netzwerk von Jugendherbergen bzw. Hostels, Ferienlager-Angeboten und Angeboten für den Jugendaustausch mit internationalen Besuchern. Das BundesForum Kinder- und Jugendreisen ist der Dachverband der Branche in Deutschland.
- Kurtourismus bzw. Gesundheitstourismus wird vor allem in Heilbädern und Kurorten angeboten. Neben medizinischen Kuranwendungen werden auch Wellness-Aufenthalte angeboten.

- Der Urlaub auf dem Bauernhof erzielt in Zeiten steigenden Umweltbewusstseins beachtliche Anteile.

## Deutsche Touristen
2004 unternahmen Deutsche 274 Millionen Reisen, von denen 73 % ins Inland führten. Dabei buchten sie 1,4 Milliarden Übernachtungen und gaben 120 Milliarden Euro aus, von denen 61,4 Milliarden Euro auf Auslandsreisen entfielen.
Bei 65 Millionen Reisen handelte es sich um Urlaubsreisen (Zweck: Erholung; Mindestdauer: 4 Übernachtungen). 48,1 Millionen Deutsche über 14 Jahre haben an mindestens einer Urlaubsreise teilgenommen, was einer Reiseintensität von 74,4 % entspricht.
Das beliebteste Reiseziel hierbei war Deutschland selbst mit 30,8 %, wovon allein 6,7 Prozentpunkte jeweils auf Mecklenburg-Vorpommern und Bayern entfielen. Es folgten Spanien mit 13,6 %, Italien mit 7,4 %, Österreich mit 6,5 % und die Türkei mit 6,4 %. Insgesamt 6,1 % entfielen auf Fernreisen, also auf Reiseziele außerhalb Europas.
Ein gutes und faires Preis-Leistungs-Verhältnis ist dabei für mehr als drei Viertel aller Deutschen eine Grundvoraussetzung. Sonne, gesundes Klima und schöne Natur werden zudem höher gewichtet als materielle Qualitätsmerkmale, wie etwa abwechslungsreiche Abendunterhaltung, gute Einkaufsmöglichkeiten, Wellness-, Aktiv- oder Kulturangebote. Deutsche Urlauber schätzen bei ihren Reisen gemütliche Atmosphäre, Gastfreundschaft und Harmonie mit den Reisepartnern.
Bei 48 % der Reisen erfolgte die An- und Rückreise mit dem PKW, bei 36 % mit dem Flugzeug, bei 10 % mit dem Bus und bei 6 % mit der Eisenbahn. Hauptreiseländer mit dem PKW sind Dänemark, Italien, Kroatien, Österreich, die Schweiz und Ungarn. Die Reisedauer betrug durchschnittlich 12,9 Tage, die Kosten 812 Euro pro Person.
Diesen Bereich des Tourismus nennt man auch Outgoing.

## Tourismusstatistik
In Deutschland melden die Beherbergungsbetriebe (wie in Österreich und der Schweiz) auf Grund gesetzlicher Verpflichtung monatlich die Summen der Ankünfte und Nächtigungen von Gästen (nach Herkunftsländern der Gäste gegliedert) an die Gemeinden/Städte. Daraus stellen die statistischen Landesämter und das Bundesamt Gesamtergebnisse zusammen. Diese Zahlen werden in der Monatserhebung im Tourismus veröffentlicht.
Ergänzt werden diese Daten um Angaben zu den Kapazitäten in Form der angebotenen Betten bzw. bei Campingplätzen der angebotenen Stellplätze. Bei Betrieben der Hotellerie (Hotels, Hotels garnis, Gasthöfe, Pensionen) wird schließlich noch die Zahl der angebotenen Gästezimmer zum 31. Juli jedes Jahres ermittelt.
Zur Entlastung des Beherbergungsgewerbes werden ausschließlich Betriebe befragt, die mehr als acht Gäste gleichzeitig beherbergen können.
Angaben zum Reiseverhalten der Deutschen liefert die Statistik über die touristische Nachfrage. In telefonischen Interviews wird vierteljährlich sowohl nach Urlaubs- und Erholungsreisen von fünf und mehr Tagen Dauer als auch nach Kurzreisen (zwei bis vier Tage Dauer) und Geschäftsreisen gefragt. Bei bis zu 10.000 Reisenden pro Jahr werden dabei u. a. das Reiseziel, die Zahl der Übernachtungen sowie die Reiseausgaben erhoben.

## Trends
Internet
Im Buchungsverhalten der Gäste spielt das Internet eine große Rolle. Viele Gäste informieren sich auf Webseiten über Kommentare von ihresgleichen über den Urlaubsort und in Frage kommende Hotels, bevor sie buchen. Die Buchungen erfolgen oft sehr viel kurzfristiger als früher. Während gedruckte Reiseführer als Nachschlagewerke noch stark verbreitet sind (z. B. Baedeker, Marco Polo, Michelin und Varta), erfahren Webportale wie der freie Reiseführer Wikivoyage und Virtualtourist oder Austausch- und Bewertungsplattformen wie trivago, Opodo, Expedia, TripAdvisor und Holidaycheck zunehmende Verbreitung. Buchungsportale wie HRS, Hotel-ami, KAYAK, Unister, Travel24.com und hotel.de werden heute häufiger für Hotelbuchungen genutzt als klassische Reisebüros, welche jedoch für Gesamtpakete und personalisierte Angebote weiterhin Bedeutung haben. Auch Urlaubsaktivitäten und Sehenswürdigkeiten werden häufig über das Internet bestellt, z. B. über GetYourGuide.
Das Interesse an Destinationen im zeitlichen Verlauf kann auch anhand der Suchbegriffe bei Google grafisch dargestellt werden. Hier wird deutlich, dass die Suche nach passenden Urlaubsregionen ab April ansteigt und im Sommer ihren Höhepunkt erreicht.